# 다카하시 히데도키
다카하시 히데도키(일본어: 高橋 英辰, 1916년 4월 11일 ~ 2000년 2월 5일)는 일본의 전 축구 선수이다.

## 지도자 경력
1957년, 1960년부터 1962년까지 일본 국가대표팀의 감독. 1962년 아시안에 출전했다.